# Leptoceratops
Leptoceratops var en dinosaurie som levde under yngre krita för cirka 70 miljoner år sedan. 
Detta slanka men kanske snabba djur var en primitiv medlem av noshornsfamiljen. Den tillhör den lilla gruppen protoceratopsia, som betyder 'första hornansiktena' - en smula vilseledande eftersom den inte alls hade något horn i ansiktet. Men Leptoceratops hade andra typiska drag, som en halskrage av ben, och det är därför den sorteras ihop med Triceratops och de andra noshornsdinosaurierna.

## Fossil

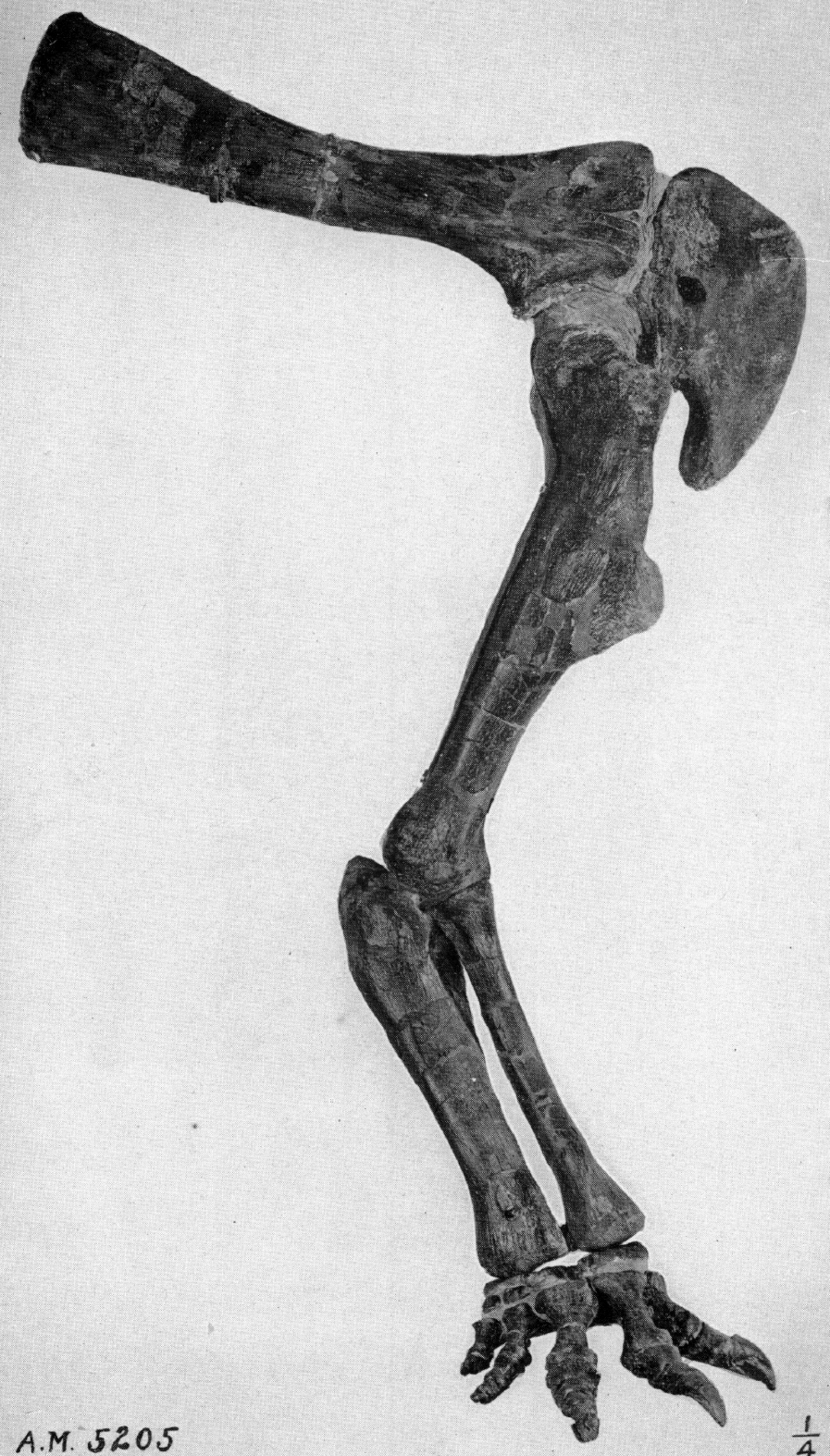
Fossil, ett bakben

Man har grävt upp fossil från den i Australien och Nordamerika. Den beräknas ha levt för cirka 70 miljoner år sedan.